# 1929-es vívó-világbajnokság
Az 1929-es vívó-világbajnokság – eredetileg Európa-bajnokságként – a hetedik világbajnokság volt a vívás történetében, és Nápolyban, Olaszországban rendezték meg. Öt versenyszámban avattak világbajnokot.
A Nemzetközi Vívószövetség (FIE) 1937-ben ismerte el világbajnokságokként az Európában 1921-től 1936-ig évente megrendezett nemzetközi vívóbajnokságokat, így lett utólag ez a verseny a hetedik világbajnokság.

## Éremtáblázat
*   Rendező nemzet
  *   Magyarország
| Helyezés | Nemzet        | Arany | Ezüst | Bronz | Összesen |
| -------- | ------------- | ----- | ----- | ----- | -------- |
| 1.       | Olaszország   | 2     | 2     | 2     | 6        |
| 2.       | Franciaország | 1     | 1     | 0     | 2        |
| 3.       | Magyarország  | 1     | 0     | 3     | 4        |
| 4.       | Németország   | 1     | 0     | 0     | 1        |
| 5.       | Belgium       | 0     | 1     | 0     | 1        |
| 5.       | Hollandia     | 0     | 1     | 0     | 1        |
| Összesen | Összesen      | 5     | 5     | 5     | 15       |

## Eredmények

### Férfi
| Versenyszám      | Arany | Ezüst                                                                       | Bronz                                                                                            |
| ---------------- | --- | --------------------------------------------------------------------------- | ------------------------------------------------------------------------------------------------ |
| Tőr egyéni       | Oreste Puliti · Olaszország | Philippe Cattiau · Franciaország                                            | Giulio Gaudini · Olaszország                                                                     |
| Párbajtőr egyéni | Philippe Cattiau · Franciaország | Marcello Bertinetti · Olaszország                                           | Franco Riccardi · Olaszország                                                                    |
| Kard egyéni      | Glykais Gyula · Magyarország | Gustavo Marzi · Olaszország                                                 | Petschauer Attila · Magyarország                                                                 |
| Tőr csapat       | Olaszország · Dante Carniel · Giulio Gaudini · Nicola Girace · Gioacchino Guaragna · Gustavo Marzi · Ugo Pignotti · Oreste Puliti · Ciro Verratti | Belgium · Raymond Bru · Xavier De Beukelaer · Charles Debeur · Robert T’Sas | Magyarország · Hajdú János · Hátszegi Ottó · Kálniczky Gusztáv · Piller György · Rozgonyi György |

### Női
| Versenyszám | Arany                      | Ezüst                       | Bronz                      |
| ----------- | -------------------------- | --------------------------- | -------------------------- |
| Tőr egyéni  | Helene Mayer · Németország | Johanna de Boer · Hollandia | Danÿ Margit · Magyarország |